# Gerhard Völkner
Gerhard Völkner (* 8. März 1925) ist ein ehemaliger deutscher Gewerkschafter und SED-Funktionär. Er war Vorsitzender des Bezirksvorstandes Schwerin des Freien Deutschen Gewerkschaftsbundes (FDGB).

## Leben
Völkner arbeitete als kaufmännischer Angestellter und Industriekaufmann. Er trat der SED bei und wirkte 1955/56 als Erster Sekretär des Bezirksausschusses der Nationalen Front Schwerin. Anschließend studierte er an der Parteihochschule „Karl Marx“ mit Abschluss als Diplom-Gesellschaftswissenschaftler. 
Völkner war Mitarbeiter im Bezirksvorstand Schwerin des FDGB. Ab 1959 fungierte als stellvertretender Vorsitzender, dann von Juni 1961 bis zum 29. Januar 1964 als Vorsitzender des Bezirksvorstandes Schwerin des FDGB. Von 1962 bis 1968 war Völkner zudem Mitglied des Bundesvorstandes des FDGB.
Völkner gehörte als Mitglied auch der Bezirksleitung Schwerin der SED an. Von 1971 bis 1976 war er Zweiter Sekretär der SED-Kreisleitung Schwerin-Stadt. Ab 1977 fungierte er als Sekretär des Bezirksausschusses Schwerin der Volkssolidarität.